# Saló de la Fama del bàsquet grec
El Saló de la Fama del bàsquet grec és un Saló de la Fama per a jugadors de basquetbol professionals i entrenadors que participen en la Lliga grega de bàsquet. També hi tenen lloc jugadors i entrenadors que pertanyen a la selecció de bàsquet de Grècia.

## Membres
- Fanis Christodoulou
- Panagiotis Fasoulas
- Nikos Filippou
- - Nikos Galis - També pertany al Saló de la Fama de la FIBA
- Panagiotis Giannakis
- Giannis Ioannidis, també n'és membre com a entrenador
- Evangelos Koronios